# Protocalliphora asiatica
Protocalliphora asiatica är en tvåvingeart som beskrevs av Zumpt 1956. Protocalliphora asiatica ingår i släktet Protocalliphora och familjen spyflugor. Inga underarter finns listade i Catalogue of Life.